# Cubango (província)
Cubango é uma das 21 províncias de Angola, localizada na região leste do país. Tem como capital a cidade e município de Menongue. Até 2024 conservou o nome de "Cuando-Cubango", quando parte de seu território foi cedido para formar a província de Cuando.
Segundo as projeções populacionais de 2018, elaboradas pelo Instituto Nacional de Estatística, conta com uma população de 601.454 habitantes e com uma dimensão de 199 049 km², sendo a província mais populosa de Angola depois de Luanda.
É constituída pelos municípios de Caiundo, Calai, Chinguanja, Cuangar, Cuchi, Cutato, Longa, Mavengue, Menongue, Nancova e Savate.

## História
Antes do domínio colonial Português a região ficou sob zona de influência de diversas entidades nacionais africanas, com destaque para o Império Monomotapa, que dominou o comércio e as aldeias locais até meados do século XVI, e; o Império Lunda, até o último quarto do século XVII. Com a fragmentação dos lundas e a formação do Estado Lunda-Chócue, os povos ganguelas, principalmente na figura do País dos Ganguelas, entraram em acordo de confederação com os chócues, tratado que perdurou até o início do século XIX.

### Formação política dos ganguelas e guerras contra Portugal
No século XIX, o País dos Ganguelas passou a tomar mais autonomia para si, principalmente após a subida ao trono ganguela de Muene Vunongue. Durante o reinado deste houve grande prosperidade econômica.
A conferência de Berlim, entretanto, sacramentou a divisão dos territórios ao longo das bacias do Cuito Cuanavale, Cunene e Cubango entre os alemães, portugueses e britânicos, cabendo aos colonizadores a ocupação definitiva das áreas.
Esta política colocou o País dos Ganguelas em rota de colisão com as potências europeias, levando a vários combates contra os invasores portugueses, alemães e britânicos durante o século XIX.
Embora sem material bélico suficiente, os conflitos e revoltas lideradas pelo rei Muene Vunongue causaram importantes baixas aos inimigos. Em outro aspecto, o País dos Ganguelas construiu aliança militar com os reinos Cuvango e Cuanhama.
Em 1886 o rei Muene Vunongue foi ferido mortalmente em batalha contra as tropas portuguesas. O rei conseguiu fugir até Menongue, a capital, mas morreu dias depois devido infecção.

### A fortificação colonial e as incursões alemãs
Portugal agiu rápido após a morte de Muene Vunongue e enviou uma missão de exploração chefiada pelo major Alexandre Serpa Pinto, que acabou construindo o Forte Muene Vunongue, marcando o fim da autonomia dos ganguelas.
Em 31 de outubro de 1914, durante a Campanha de Cubango-Cunene, na Campanha do Sudoeste da África, as tropas alemãs invadiram o Forte de Cuangar, no território da província, e massacraram as tropas portuguesas ali estacionadas. A batalha ficou conhecida como o Massacre do Cuangar. Em 1915 os portugueses expulsariam os alemães do Cunene e do Cuando-Cubango.

### Formação administrativa
Em 1920 Portugal resolve criar o distrito do Cubango, tornando, somente em 1921, a povoação de Serpa Pinto em vila, fato que permitiria que a mesma tomasse o estatuto de capital distrital. Em 1934 o distrito sofre revés administrativo, sendo extinto.
Em 21 de outubro de 1961, pelo diploma legislativo ministerial nº 51, recria-se o distrito do Cuando-Cubango, estabelecendo Serpa Pinto como sua capital, que, nesta mesma data, foi elevada à categoria da cidade.

### Período das guerras
No final da década de 1960 o MPLA é o primeiro movimento a remover a presença portuguesa da região, com a formação da "Frente Leste". A vitoriosa III Região Militar consegue pressionar tanto Portugal, quanto a UNITA até 1973, quando o movimento perde o controle da região.
A partir de 1973, alguns municípios como Mavinga, Dirico, Cuchi e Cuito Cuanavale, serviram como bases de apoio à guerrilha da UNITA, sendo por isso esta província designada pelos apoiantes daquele movimento, como "terras livres de Angola". Durante este periodo, Cuando-Cubango serviu como a primeira base da UNITA, liderada por Jonas Savimbi. O movimento rebelde recebia apoio dos EUA e da África do Sul como parte da Guerra Fria contra o MPLA, que recebia apoio, principalmente, da União Soviética e de Cuba.
A província do Cuando-Cubango principalmente os municípios de Mavinga e Cuito Cuanavale, foram os principais palcos de grandes combates durante a guerra civil, de 1975 a 1991. Neste último município ocorreu a histórica batalha de Cuito Cuanavale, ponto chave da virada da guerra em favor do MPLA.
A UNITA manteve sua base clandestina nas redondezas da vila de Jamba do Cuando, que era protegido por armas anti-aéreas. A UNITA só abandonou completamente estes territórios no final de 2001, quando da ofensiva das Forças Armadas Angolanas.

### Pós-guerras a atualidade
Até 2024 conservou o nome de "Cuando-Cubango", quando parte de seu território foi cedido para formar a província de Cuando.

## Geografia
A província tem um tamanho comparável ao de países como Quirguistão ou Senegal. É limitada a norte pelas províncias do Bié e Moxico, a leste pela província de Moxico Leste, a sul pela República da Namíbia e a oeste pelas províncias do Cunene e Huíla.

### Clima
Segundo a classificação climática de Köppen-Geiger, predomina no Cuando-Cubango o clima subtropical úmido (Cwa), enquanto o clima semiárido quente (BSh) é característico do extremo sul provincial.

### Demografia

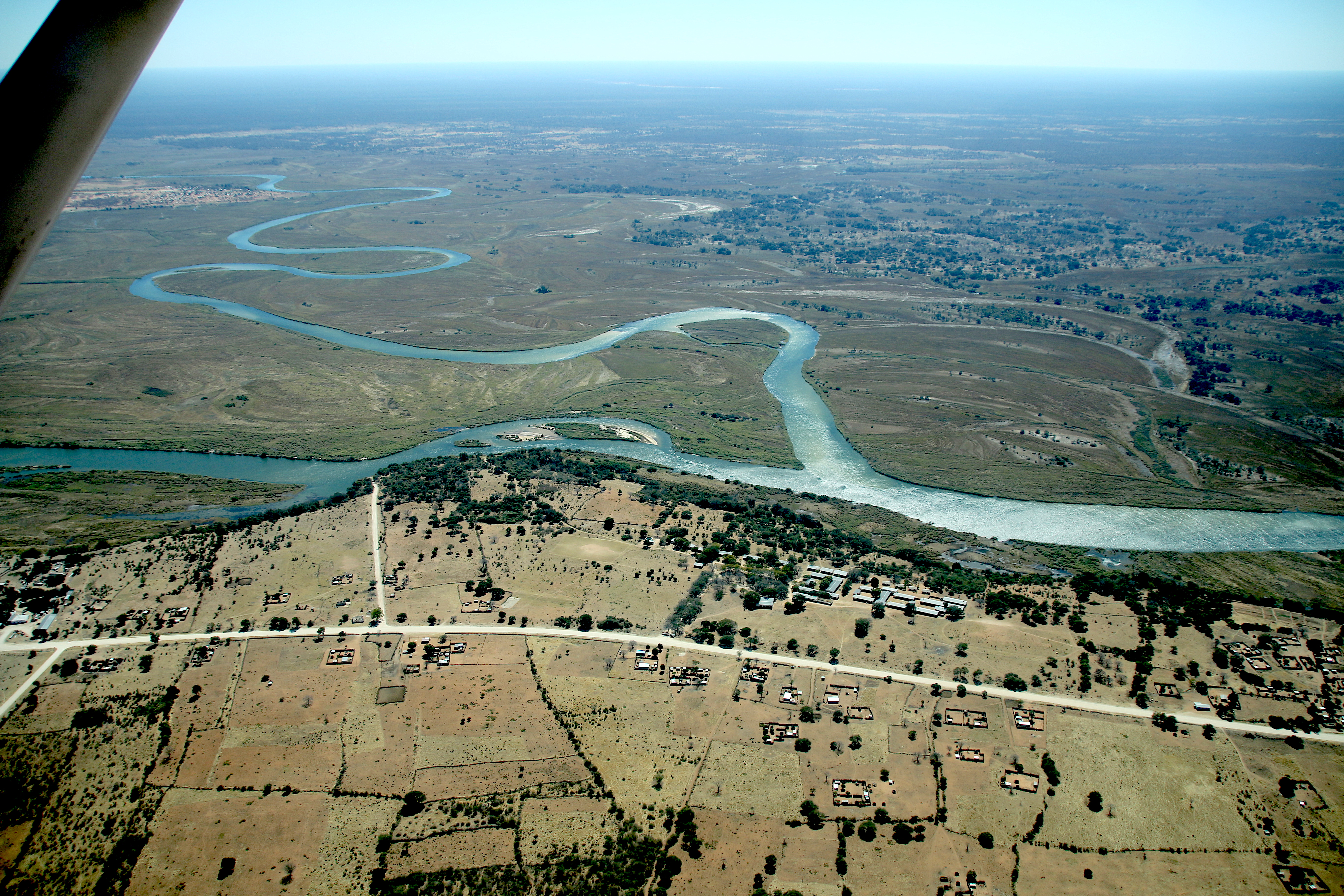
Foz do rio Cuito no rio Cubango. A margem da foz corresponde ao território da província.

A população desta província é a menos estudada das populações de Angola. A sua composição étnica básica foi estabelecida, embora de maneira algo preliminar, no fim da era colonial. Compõe-se majoritariamente dos grupos ganguelas, chócues e xindongas, e minoritariamente de ovambos e coissãs. Nos grandes centros urbanos provinciais há frações de migrantes de hereros, nhaneca-humbes, ambundos e ovimbundos, e de origens miscigenadas, como luso-angolanos.
As suas características da província incluem as de ter um peso demográfico muito fraco e de consistir de grupos relativamente pequenos e dispersos, com uma notável mobilidade geográfica (que inclui a Namíbia, o Botsuana e a Zâmbia), e a frequente junção ou divisão destes grupos. Estas características mantiveram-se desde antes da ocupação colonial e continuam depois do acesso de Angola à independência.

### Ecologia, flora e fauna
Domina a maior parte da paisagem da província, isto é, o centro, o norte e o oeste cubanguense, a ecorregião das "florestas de miombo angolanas", com flora de savana de folha larga decídua úmida e floresta com domínio de miombo, além de pastagens abertas. No extremo-leste e extremo-sudeste da província, ao longo das planícies alagadiças e vales dos rios Cuando e Cubango, predominam as "pastagens inundadas da Zambézia", com flora típica de pradarias, savanas e bosques de miombo e mopane sazonalmente inundados, além de manchas de pântano com vegetação de pastagem. Na faixa sul predominam as "florestas Zambezianas de Baikiaea", com matagais e pastagens numa floresta decídua seca dominada pela árvore Baikiaea plurijuga.
Sua imensa rede hidrográfica atrái uma enorme diversidade de fauna, podendo aí encontrar-se a palanca-negra-gigante, a palanca-vermelha, o elefante-da-savana, o rinoceronte-negro, o hipopótamo-comum, o leão-angolano, a hiena-malhada, o lobo-da-terra (ou protelo), a onça-africana, o búfalo-africano, o gato-bravo-de-patas-negras, a avestruz-de-pescoço-preto (ou avestruz do cabo), a girafa-do-cabo, a girafa-de-angola e outras aves e répteis variados. O destaque fica para a ave endémica francolim-de-listras-cinzentas (Francolinus griseostriatus).

#### Patrimônio natural
A província de Cubango têm partes do seu território preservado por parques nacionais e reservas ambientais, principalmente localizadas no leste. Destaca-se o Parque Nacional do Luengue, que é uma das componentes da Área de Conservação Transfronteiriça Cubango-Zambeze.

### Hidrografia
Os principais cursos d'água da província correm num sentido noroeste a sudeste baseando-se em duas principais bacias: a do Calaári, que têm como principal rio o Cubango, com afluentes importantes nos rios Cuchi, Cuebe, Cueio, Cuatir, Chissombo, Dungo, Cafuma, Caquene, Cafulo e Cuito; e a pequena fração da bacia do Cuvelai-Etosha, no sudoeste cubanguense, baseado principalmente no rio Cubati-Lupangue. Outros importantes reservatórios de água são os lagos Uamba Fuca, Lupango, Chivalela, Muonga, Machive, Lituto, Chieque, Muchova, Bezi-Bezi, Dinde, Caonda e Vinjunda, além de uma miríade de menores lagos e lagoas das planícies da bacia do Zambeze, ao leste.

### Relevo
A província sofre influência do Planalto Central de Angola (ou Planalto do Bié) na sua formação fisiológica. Embora o território não esteja efetivamente neste planalto, está nas extensões deste, ou seja, nos altiplanos das Areias Húmidas e das Areias Secas e nas Escarpas do Bié. Conforme segue para o sul, o terreno vai ficando mais plano formando a Planície Arenosa do Cuíto-Cubango (ou Planície das Terras do Fim do Mundo), tereno suscetível a alagamentos nas cheias dos rios.

## Economia

### Agropecuária e extrativismo
A província cubanguense produz para subsistência e para excedente, em lavoura temporária, o milho, o massango, a massambala, o feijão, a mandioca, amendoim, a batata doce, a cana-de-açúcar, a soja, o tabaco, o trigo, o vielo e as hortícolas. Já nas lavouras permanentes, encontra-se registo do café.
A pesca artesanal é outro meio de sustento para os habitantes da província, sendo realizada largamente no rio Cubango, e nos rios Cuito, Cuanavale, Longa, Cuatir e Cuando. O excedente da pesca é vendido majoritariamente para a Namíbia. No extrativismo vegetal, a província é a grande produtora e exportadora nacional de recursos madeireiros.
Na criação de animais, para carne, leite e peles, existem consideráveis rebanhos de pecuária de bovinos e de caprinos. Há também criação de galináceos para carne e ovos. Os rebanhos são destaque no município de Longa.

### Indústria e mineração
O grande parque industrial provincial está concentrado nas áreas próximas da cidade de Menongue, trabalhando com o beneficiamento agroindustrial de carnes e derivados de leites, além do semi-beneficiamento de frutas, ovos, óleos e produtos da terra. Outros itens produzidos são bebidas e alimentos secos, além de materiais de construção.
A extração mineral industrial encontra relevo no ouro, no cobre e no minério de ferro (particularmente no Cutato). Neste último mineral extraído, há o beneficiamento siderúrgico para produção de ferro-gusa em Cuchi.

### Comércio e serviços
No comércio, Cubango têm como principal referência a cidade de Menongue, dado que é o mais populoso município provincial, servindo como um dos mais importantes centros atacadistas do sudeste de Angola. Outros centros de destacado relevo são Calai e Cuangar, dado que servem como postos fronteiriços com a Namíbia.
Nos serviços, Menongue concentra atividades financeiras, educacionais, de saúde, administrativas e de entretenimento, enquanto que os outros centros de serviços, as cidades de Calai, Cuangar e Nancova, tem especialização para o subsetor turístico, voltado para os importantes patrimônios naturais cubanguenses. Inclusive, no setor ecoturístico, destacam-se os cânions e as corredeiras do rio Cuchi, respectivamente em Cuchi e Chinguanja, atrativos naturais formados pela erosão das rochas e pelas atividades geotectônicas.
Outros serviços muito relevantes estão relacionados às atividades de logística, nomeadamente ferroviária.